# 岩井袋
岩井袋（いわいふくろ、いわいぶくろ）は、千葉県安房郡鋸南町の大字であり、旧安房郡勝山町岩井袋、旧平郡岩井袋村にあたる。2020年（令和2年）現在の人口は152人で、世帯数は76世帯。郵便番号は299-2116。

## 地理
鋸南町の南西端、南房総市との市町境付近に位置し、北は下佐久間や竜島、南東は南房総市久枝と接し、西部は東京湾に面する。

## 歴史
岩井袋は江戸期以来の地名であり、はじめ里見氏領、元和元年に幕府領、万治３年に佐倉藩領、再び幕府領を経て寛文元年に小浜藩領、寛文8年勝山藩領となった。村高は里見家分限帳によれば12石余、元禄郷帳によれば41石余、天保郷帳および旧高旧領によれば42石余、正保高帳によれば36石余（うち田３石余、畑32石余）となっている。寛政5年の差出帳では家数103、人口533、牛1、漁船52、押送船1であったとされる。
昭和10年頃から砕石の生産が始まり、埋立用材として京浜方面に積出された。
2019年（令和元年）9月9日、台風15号（ファクサイ/Faxai）が千葉県に上陸し、岩井袋にも甚大な被害を及ぼした。
岩井袋では8割近くの住宅の屋根瓦が飛ばされ、被災直後はブルーシートで屋根を保護する家屋が多く見られた。域内におよそ120棟あった家屋のうち、約7割にあたる85棟が被災し、最終的に約2割にあたる25棟が解体された。

### 沿革
- 1873年（明治6年） - 千葉県に属する。
- 1889年（明治22年）4月1日 - 町村制の施行により加知山村、下佐久間村、岩井袋村、竜島村が合併し町村制施行。勝山村が成立[6]。これに伴い、岩井袋村は勝山村岩井袋となる[6]。
- 1896年（明治29年）1月20日 - 勝山村が町制を施行し勝山町（初代）となる[6]。
- 1897年（明治30年）4月1日 - 平郡が安房郡に編入[6]。
- 1953年（昭和27年） - 岩井袋漁港が第一種町営漁港に指定される[6]。
- 1955年（昭和30年）3月10日 - 佐久間村と勝山町が合併し、改めて勝山町（2代目）が新設。
- 1959年（昭和34年）3月30日 - 保田町と勝山町が合併し鋸南町が成立。これに伴い、勝山町岩井袋は鋸南町岩井袋となる。
- 2019年（令和元年）9月9日 - 令和元年房総半島台風（ファクサイ）が来襲[7]。当地に被害をもたらした[7]。

## 施設
- 岩井袋野球場
- 岩井袋コミュニティセンター

## 交通

### 隧道
- 岩井袋隧道

### 鉄道
域内に鉄道は走っていない。最寄駅はJR内房線の安房勝山駅や岩井駅が挙げられる。

## 人口
国勢調査によれば、2020年（令和2年）10月時点での岩井袋の人口・世帯数は以下の通りである。
|        | 世帯数〔戸〕 | 男性〔人〕 | 女性〔人〕 | 合計〔人〕 |
| ------ | ------------ | ---------- | ---------- | ---------- |
| 岩井袋 | 76           | 72         | 80         | 152        |

### 人口・世帯数の推移
以下は国勢調査による1995年から2020年における5年ごとの岩井袋の人口推移を表すグラフである。
| 1995年 | 354人 |  |
| 2000年 | 321人 |  |
| 2005年 | 295人 |  |
| 2010年 | 271人 |  |
| 2015年 | 229人 |  |
| 2020年 | 152人 |  |

以下は国勢調査による1995年から2020年における5年ごとの岩井袋の世帯数推移を表すグラフである。
| 1995年 | 123世帯 |  |
| 2000年 | 120世帯 |  |
| 2005年 | 107世帯 |  |
| 2010年 | 108世帯 |  |
| 2015年 | 103世帯 |  |
| 2020年 | 76世帯  |  |

## 人物
- 醍醐新兵衛